# Јужни ветар
«Јужни ветар» (также серб. Južni vetar, в переводе: «Южный ветер») — бывший югославский, ныне сербский лейбл звукозаписи. Основан в 1980 году в Белграде на базе одноимённой боснийско-сербской фолк-группы Миодрагом М. Иличем (творческий псевдоним: Миле «Бас»). В 1980-х годах был одним из самых популярных и высокотиражных музыкальных лейблов на Балканах.

## Повод к созданию
Первоначально лейбл был образован с целью продвижения творчества участников ансамбля «Јужни ветар» — коллектива, созданного Миодрагом М. Иличем, музыкантом из Лесковаца, города на юге Сербии (отсюда и происхождение названия). В его состав входили Миодраг Илич (бас-гитара), Сава Боич (гитара) и Перица Здравкович (клавишные), а также пять вокалистов (так называемая «Большая пятёрка Южного ветра»): Драгана Миркович, Шемса Сулякович, Кемал Маловчич, Синан Сакич и Миле Китич. При этом Илич также был композитором, аранжировщиком и автором текстов песен. Пик популярности группы продлился с 1986 по 1991 год, после чего начало югославских войн вынудило ансамбль распасться.

## История
В 1980 году Миодраг М. Илич от имени собственного лейбла выпустил два сингла, на которых впервые упоминалось название ансамбля «Јужни ветар»: «Припала си мени» и «Не иди Aго». В том же году новообразованный лейбл начал издавать синглы таких известных артистов, как Душан Костич, Тома Здравкович, Драган Шаулич, Любиша «Луис» Стоянович, Гордана Стоичевич, Рале Чаич и других. При этом лейбл делал основной акцент на жанрах, редко используемых другими югославскими музыкальными издательствами (в частности, на жанре боснийской севдалинки), что помогло ему быстро набрать популярность.
Началом большого успеха лейбла считается 1982 год, когда к «Јужни ветар» присоединились Синан Сакич и Шемса Сулякович, а в Югославии начали поговаривать о «новой волне в народной музыке».
К 1985 году лейбл набрал обороты, сотрудничая с такими композиторами и исполнителями как Мирсад Ибрич, Василие Покрайчич, Марко Милан, Изет Дурич, Ратко «Рале» Чаич, Звонко Демирович, Назиф Глива, Драган «Троша» Живанович, Любо Кешель, Милутин «Захар» Попович, Драган Александрич, Радослав Граич, Ефтим Петров, Хасан Дудич, Илия Спасоевич, Милован Прокич, Лепа Лукич, Бора Вишнички, Аца Степич, Миролюб «Брзи» Брзакович, Бобан Здравкович, Горан Куртович, Неджад Есадович. При этом на записях этих артистов группа «Јужни ветар» часто выступала в качестве аккомпанирующего ансамбля.
К 1986 году завершилось формирование «Большой пятёрки Южного ветра»: в 1984 году к лейблу присоединился Миле Китич, в 1985-м Кемал Маловчич, а в начале 1986-го в коллектив вошла Драгана Миркович. В этот период популярность среди публики получали и альбомы певцов, не входивших в «Пятёрку»: например, альбом Мустафы Шабановича, записанный на цыганском языке (песня с этого альбома «Oto devel adava mangljan» («От Бога ты просила») присутствует в фильме Эмира Кустурицы «Время цыган»), а также альбомы Шерифа Коневича и Ханки Палдум 1985 года. В 1986 году лейбл провёл первый, и, как впоследствии оказалось, единственный общий гастрольный тур «Большой пятёрки», собрав десятки тысяч зрителей на стадионах по всей Югославии.
«Јужни ветар», безусловно, был одним из самых успешных музыкальных лейблов в истории Югославии, главным образом, благодаря сотрудничеству пяти эстрадных звёзд, которые каждый год выпускали по 4-5 альбомов, расходившихся тиражами в 400 000 копий и больше, а также рекордному успеху Шемсы Сулякович (её альбом 1986 года «Пристајем на све» был распродан тиражом более одного миллиона пластинок).
Начало войны и распад Югославии, в совокупности с разногласиями внутри коллектива, положили конец совместной деятельности «Большой пятёрки», резко снизив популярность и коммерческий успех лейбла. В 1990-х годах также стала заметна большая разница в аранжировках и стиле лейбла, в первую очередь, из-за прогресса технологий и отказа от живых инструментов в пользу программирования и компьютеризации музыки.
В 2011 году, в качестве дочерней компании лейбла, Илич основал студию MMI, которая помимо аудиозаписи занимается также производством видеоконтента и дизайном. Лейбл продолжает работать с молодыми исполнителями, такими как Неша Маркович, Адела Шечич, Свето Тодорович, Осман Зули, Ясмина, Севаха и другими.

## Артисты
- Драгана Миркович
- Миле Китич
- Синан Сакич
- Шемса Сулякович
- Кемал Маловчич
- Индира Радич
- Марта Савич[серб.]
- Яшар Ахмедовски[серб.]
- Сречко Шушич[серб.]
- Иван «Куки» Куколь
- Зорица Брунцлик[серб.]
- Снежана «Снеки» Бабич[серб.]
- Шабан Байрамович[серб.]
- Мина Костич[серб.]
- Весна «Венди» Вукелич[серб.]
- Любиша «Луис» Стоянович
- Аница Миленкович[серб.]
- Шериф Коневич
- Звонко Демирович
- Весна Ривас[серб.]
- Бобан Здравкович
- Ханка Палдум
- Сузана Йованович[серб.]
- Адела Шечич
- Неша Маркович
- Свето Тодорович
- Осман Зули
- Ясмина
- Севаха